# Uskrsli
Uskrsli (tal. Il risorto) je mjuzikl/rock-opera Danielea Riccija, glazbeno-scensko uprizorenje Velikog tjedna od Cvjetnice do Kristova uskrsnuća, s naglaskom na uskrsnuće. 
U Hrvatskoj izvođen 2014. – 2017. u koprodukciji zagrebačke »Komedije« i ansmabla »Kolbe«, kao stalni dio repertoara Kazališta Komedija. Ulogu Isusa tumači Stjepan Lach, Marije Sonja Bardun, a Marije Magdalene Maja Blagdan.

## Vanjske poveznice
- Popis songova u aplikaciji Apple glazba
- Službene Facebookove stranice